# 伊原康友
伊原 康友（いはら やすとも、1982年7月21日 - ）は、千葉県出身の元俳優。元ジャパンアクションエンタープライズ所属。ジャパンアクションエンタープライズ第40期生。2014年9月8日、埼玉県蕨、戸田両市で空き巣を繰り返していたとして、窃盗罪などで起訴。43件の窃盗容疑（被害総額約820万円）で追送送検。

## 出演

### テレビドラマ
- 仮面ライダーオーズ/OOO（2010年 - 2011年、テレビ朝日）
- 天装戦隊ゴセイジャー（2010年 - 2011年、テレビ朝日）

### 映画
- 仮面ライダーシリーズ
  - 仮面ライダー×仮面ライダー オーズ&ダブル feat.スカル MOVIE大戦CORE（2010年）
  - オーズ・電王・オールライダー レッツゴー仮面ライダー（2011年）（ショッカー戦闘員、警官役）
- さや侍（2011年）

### Vシネマ
- 仮面ライダーW RETURNS
  - 仮面ライダーアクセル（2011年）
  - 仮面ライダーエターナル（2011年）
- 帰ってきた天装戦隊ゴセイジャー last epic（2011年）

### 舞台
- イナズマイレブン（2010年9月4日 - 12日、東京ドームシティ・シアターGロッソ）
- 第10回JAEプロデュース公演「残侠」（2010年10月26日 - 31日）

### 戦隊シリーズショー
- 天装戦隊ゴセイジャー「ゴセイナイト降臨！正義のパワー天装！！」